# Banjarjo (Pudak)
Banjarjo is een bestuurslaag in het regentschap Ponorogo van de provincie Oost-Java, Indonesië. Banjarjo telt 2373 inwoners (volkstelling 2010).